# Arnac-Pompadour
Arnac-Pompadour är en kommun i departementet Corrèze i regionen Nouvelle-Aquitaine i de centrala delarna av Frankrike. Kommunen ligger  i kantonen Lubersac som tillhör arrondissementet Brive-la-Gaillarde. År 2022 hade Arnac-Pompadour 1 206 invånare.

## Befolkningsutveckling
Antalet invånare i kommunen Arnac-Pompadour
Referens:INSEE